# Contea di Yueyang
La contea di Yueyang (岳阳县S, Yuèyáng XiànP) è una contea della Cina, situata nella provincia di Hunan e amministrata dalla prefettura di Yueyang.